# The Foolish Virgin
The Foolish Virgin er en amerikansk stumfilm fra 1916 af Albert Capellani.

## Medvirkende
- Clara Kimball Young som Mary Adams.
- Conway Tearle som Jim Anthony.
- Paul Capellani som Dr. Mulford.
- Catherine Proctor som Nance Anthony.
- James Sheridan som Jim.